# 캐나다 은행
캐나다 은행(영어: Bank of Canada 뱅크 오브 캐나다[*], 프랑스어: Banque du Canada 방크 드 카나다[*])은 캐나다의 중앙은행이다. 1935년 3월 11일 《캐나다 은행법》에 따라 설립되었다. 캐나다 유일의 발권 은행으로서 캐나다 달러 지폐의 발행과 통화 정책에 관한 업무를 담당한다. 본점은 오타와에 있다.

## 같이 보기
- 캐나다 달러
- 캐나다의 경제
- 신용 창출